# Ksawerów (Powiat Pabianicki)

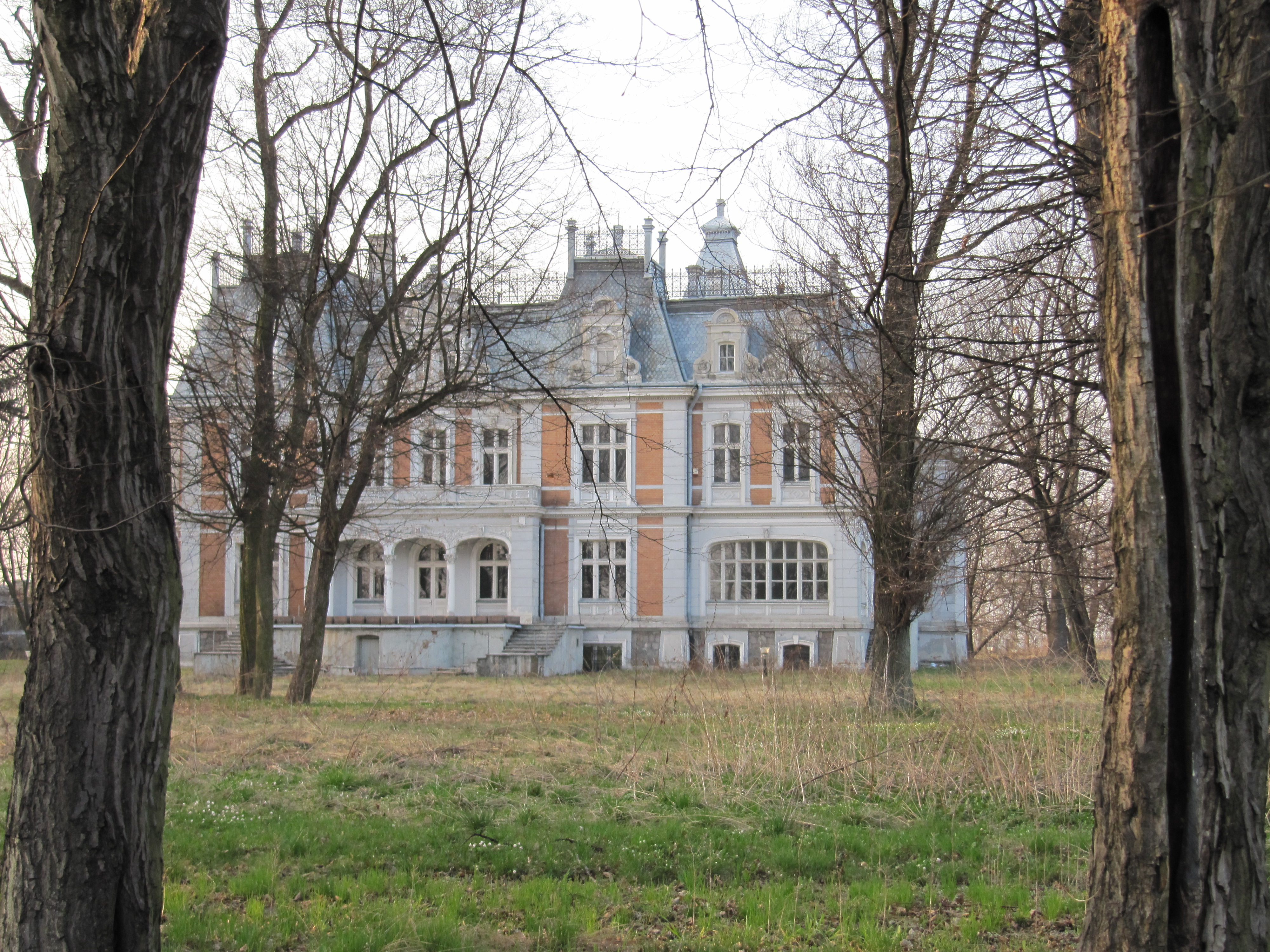
Schloss Widzew in Ksawerów

Ksawerów (deutsch Xaverow) ist ein Dorf und Sitz der gleichnamigen Gemeinde im Powiat Pabianicki der Woiwodschaft Łódź in Polen.

## Geschichte
Im Rahmen der systematischen Ansiedlung von deutschen Handwerkern in Kongresspolen, sowohl seitens des örtlichen Adels als auch vonseiten des Staates, wurde 1824 mit der Anlage der Kolonie Ksawerów begonnen. Geplant war eine Feinspinnerkolonie, die das Garn für die Weber liefern sollte, deren Ansiedlung in Pabianice und Łódź zeitgleich vorbereitet wurde. Der benötigte Flachs sollte in den benachbarten Dörfern angebaut werden. Es wurden zunächst 51 Siedlerstellen mit je 5 Morgen Land vermessen, von denen eine für den Lehrer bzw. die Schule vorgesehen war. Die Siedler für die Kolonie wurden im Raum Böhmisch Leipa angeworben, wobei die drei ersten Familien bereits im Oktober 1824 eintrafen. Als im Mai 1826 alle Stellen besetzt waren, wurde die Siedlung noch einmal um weitere 50 Bauplätze erweitert, die ihrerseits bis 1828 besetzt wurden. Bei der Anlage von Ksawerów wurde eine 1804 gegründete staatliche Kolonie namens Dąbrowa mit acht Stellen zu je 4 Morgen in selbiges mit einbezogen.
Bereits in den 1830er Jahren, kurz nach dem Novemberaufstand von 1830/1831, gingen die Einwohner von der Feinspinnerei zur Lohnweberei über, da die nun auch hier beginnende Industrialisierung ihnen die Arbeit raubte.
Im Jahr 1835 wird, abweichend von den Angaben aus der Gründungszeit des Ortes, in einem Verzeichnis die Zahl der Siedlerstellen mit 86 angegeben, die auch alle besetzt waren. Die Bevölkerung betrug 447 Personen (86 Siedler mit 361 Angehörigen). Zu dieser Zeit gehörte Ksawerów zur Grundherrschaft Pabianice.
Ende des 19. Jahrhunderts bestand Ksawerów aus 110 Häusern und gehörte zur damaligen Gmina Widzew.
Im Jahr 1917, als die deutschen Einwohner des Ortes eine neue deutsche Schule bauen wollten, kam es zum Konflikt um eine angeblich dem Dorf gehörige Landparzelle, die die Grundherrschaft sich widerrechtlich angeeignet haben sollte.
Von 1939 bis 1945 gehörte Ksawerów zum Landkreis Lask im Reichsgau Wartheland.

### Historische Beschreibung des Ortes
Oskar Kossmann beschreibt Ksawerów folgendermaßen: „Nun noch einiges zur Ksawerower Ortskunde. Zunächst muß man wissen, daß Ksawerow ein langes Rechteck bildet, daß außerdem längs und quer halbiert ist. Die eine lange Seite heißt die ‚Chocianowitzer‘, die andere die ‚Rudner‘. Von dieser Rudner heißt der nördliche Teil ‚Hinterecke‘, was man mir aus unbegreiflicher Rücksicht nicht gleich sagen wollte. Ganz am dortigen Eck wohnt man übrigens auch an der ‚Reibselecke‘, was mit der alten Geyerschen Zuckerrübenfabrik in Ruda zusammenhängen soll, indem dort die Rüben oder ‚Reibsel‘ angrenzten und unschwer zu ‚benützen‘ waren. Sie wurden, laut der Webersprache, mitunter ‚gemetzt‘. Eine Gegend heißt ‚bei Nitschke‘, auch wenn es keinen Nitschke mehr geben sollte, eine andere Teklin. Die Querstraße in der Mitte aber ist die ‚Toppelreige‘, weil sie von beiden Seiten, also doppelreihig bebaut ist. An dieser Straße stehen Kapelle, Schule und Innungshaus. Das nach Lodz gerichtete Ende liegt am ‚korzen Gränd‘, was dem ‚kurzen skręt‘ in mitteldeutscher Lautformung entspricht.“
| Alte deutsche Bezeichnung | Lagebeschreibung                                                                           | heutiger Name                                                      |
| ------------------------- | ------------------------------------------------------------------------------------------ | ------------------------------------------------------------------ |
| Chocianowitzer            | die westlichste von SSW nach NNO verlaufende Längstraße, die Richtung Chocianowice weist   | Zachodnia                                                          |
| Rudner                    | die östlichste von SSW nach NNO verlaufende Längstraße, die Richtung Ruda Pabianicka weist | Wschodnia                                                          |
| Hinterecke                | nördlicher Teil der Wschodnia                                                              |                                                                    |
| Reibselecke               | Ecke Wschodnia/Mały Skręt                                                                  |                                                                    |
| bei Nitschke              | unklar                                                                                     | unklar                                                             |
| Teklin                    | ein Bereich westlich der Mitte der Zachodnia                                               | Teklin/Słowackiego (nicht zu verwechseln mit der Ortschaft Teklin) |
| Toppelreige               | mittlere Querstraße oder mittlere Längsstraße                                              | Jana Pawla II/Nowotki oder Łódzka                                  |
| korzes Gränd              | nördlichste von WNW nach OSO verlaufende Querstraße                                        | Mały Skręt                                                         |

### Einwohnerentwicklung
1835: 447 Einwohner
1851: 609 Deutsche (die Zahl der Polen im Ort ist nicht genannt)
Ende des 19. Jahrhunderts: 942 Einwohner
1935: etwa 340 Deutsche

## Religionen
Die in Ksawerów angesiedelten böhmischen Feinspinner waren Katholiken, während die meisten Deutschen im Lodzer Raum evangelisch waren. Im Jahr 1837 lebten neben der katholischen Mehrheit auch 17 evangelische Familien im Ort, 1851 waren es 16, 1865 noch 10. Außerdem lebten 1853 noch fünf Herrnhuter-Familien in Ksawerów.

## Bauwerke
- Schloss Widzew (siehe Bild)

## Gemeinde
Zur Landgemeinde Ksawerów gehören 6 Ortsteile mit einem Schulzenamt:
| Ksawerów-Południe Ksawerów-Północ Ksawerów-Wschód | Ksawerów-Zachód Wola Zaradzyńska Nowa Gadka |

Weitere Ortschaften der Gemeinde sind Kolonia Wola Zaradzyńska und Teklin.